# Bodo L. O. Richter
Bodo L. O. Richter (* 13. Februar 1915 in Leverkusen; † 1. Februar 1990 in Southport) war ein deutsch-amerikanischer Romanist und Hochschullehrer.

## Leben
Bodo Ludwig Otto Richter, Sohn eines promovierten Chemikers, machte 1933 Abitur am Carl-Duisberg-Gymnasium in Leverkusen. Er studierte Jura in Genf, dann Volkswirtschaft in Nancy, London, Venedig und Bilbao, von wo er durch den  Spanischen Bürgerkrieg vertrieben wurde. Da er von seiner Mutter her jüdischer Abstammung war, konnte er zwar noch ein Semester in Köln studieren, doch war ihm im nationalsozialistischen Deutschland der Studienabschluss verwehrt.
Er emigrierte 1939 in die Vereinigten Staaten, studierte an der Harvard University Romanische Sprachen und Literaturen und machte 1941 den Magisterabschluss. Dann war er bis 1944 Instructor für Spanisch, Französisch und Deutsch, wechselte von dort an die Phillips Exeter Academy, 1946 an die Brown University und 1949 an die University of Pennsylvania. Dort wurde er 1951 promoviert, war von 1955 bis 1960 Assistenzprofessor und dann Associate Professor. Von 1965 bis zu seiner Emeritierung 1985 lehrte er als Full Professor für Französisch an der State University of New York in Buffalo.

## Veröffentlichungen (Auswahl)
- The place of the minor Italian poets in the works of Ronsard and Du Bellay. Ph. D. 1951.
- The Thought of Louis Le Roy according to his Early Pamphlets. In: Studies in the Renaissance 8, 1961, 173–196.
- Venere pronuba. The French Renaissance Epithalamia. In: Kentucky Romance Quarterly 19, 1972, S. 65–98.
- The Image of the Temple in the Works of Jean Lemaire de Belges. In:  Mediaevalia 12, 1986, S.  305–338.